# Komorów (powiat konecki)
Komorów – wieś sołecka w Polsce położona w województwie świętokrzyskim, w powiecie koneckim, w gminie Stąporków.
Przez wieś przechodzi zielony szlak rowerowy z Sielpii Wielkiej do Błotnicy.
| SIMC    | Nazwa         | Rodzaj    |
| ------- | ------------- | --------- |
| 0271845 | Góry          | część wsi |
| 0271851 | Nowy Komorów  | część wsi |
| 0271868 | Stary Komorów | część wsi |

Wierni kościoła rzymskokatolickiego należą do parafii św. Barbary w Krasnej.
6 września 1939 roku, podczas kampanii wrześniowej żołnierze niemieckiego Wehrmachtu spacyfikowali Komorów i sąsiednią Krasną. Ogółem zamordowano 28 osób, w tym 18 mieszkańców Komorowa. Ponadto wieś tę spalono, mimo że nie była bezpośrednio objęta działaniami bojowymi.
W latach 1975–1998 miejscowość należała administracyjnie do województwa kieleckiego.